# العلاقات النمساوية البلجيكية
العلاقات النمساوية البلجيكية هي العلاقات الثنائية التي تجمع بين النمسا وبلجيكا.

## مقارنة بين البلدين
هذه مقارنة عامة ومرجعية للدولتين:
| وجه المقارنة                                              | النمسا                                                    | بلجيكا                                                                              |
| --------------------------------------------------------- | --------------------------------------------------------- | ----------------------------------------------------------------------------------- |
| المساحة (كم2)                                             | 83.86 ألف                                                 | 30.53 ألف                                                                           |
| عدد السكان (نسمة)                                         | 8.81 مليون                                                | 11.37 مليون                                                                         |
| الكثافة السكانية (ن./كم²)                                 | 105.06                                                    | 372.42                                                                              |
| العاصمة                                                   | فيينا                                                     | بروكسل                                                                              |
| اللغة الرسمية                                             | اللغة الألمانية، لغة الإشارة النمساوية ‏                   | اللغة الهولندية، لغة فرنسية، اللغة الألمانية                                        |
| العملة                                                    | يورو، شلن نمساوي، رايخ مارك، شلن نمساوي                   | يورو، فرنك بلجيكي                                                                   |
| الناتج المحلي الإجمالي (بليون دولار)                      | 416.60 مليار                                              | 492.68 مليار                                                                        |
| الناتج المحلي الإجمالي (تعادل القوة الشرائية) بليون دولار | 426.99 مليار                                              | 514.74 مليار                                                                        |
| الناتج المحلي الإجمالي الاسمي للفرد دولار أمريكي          | 43.77 ألف                                                 | 40.32 ألف                                                                           |
| الناتج المحلي الإجمالي للفرد دولار أمريكي                 | 47.68 ألف                                                 | 43.44 ألف                                                                           |
| مؤشر التنمية البشرية                                      | 0.885                                                     | 0.890                                                                               |
| رمز المكالمات الدولي                                      | +43                                                       | +32                                                                                 |
| رمز الإنترنت                                              | .at                                                       | .be                                                                                 |
| المنطقة الزمنية                                           | توقيت وسط أوروبا، ت ع م+01:00، ت ع م+02:00، أوروبا/فيينا ‏ | توقيت وسط أوروبا، ت ع م+01:00، ت ع م+02:00، توقيت وسط أوروبا الصيفي، أوروبا/بروكسل ‏ |

## مدن متوأمة
في ما يلي قائمة باتفاقيات التوأمة بين مدن نمساوية وبلجيكية:
- ترتبط يودنبورغ مع هوفاليز باتفاقية توأمة.
- ترتبط Obervellach [الإنجليزية]‏ مع Dilbeek [الإنجليزية]‏ باتفاقية توأمة منذ 1985.
- ترتبط Scheffau am Wilden Kaiser [الإنجليزية]‏ مع Wommelgem [الإنجليزية]‏ باتفاقية توأمة.
- ترتبط Mödling [الإنجليزية]‏ مع Zottegem [الإنجليزية]‏ باتفاقية توأمة منذ 1956.

## منظمات دولية مشتركة
يشترك البلدان في عضوية مجموعة من المنظمات الدولية، منها:
| علم المنظمة | اسم المنظمة                               | تاريخ انضمام النمسا | تاريخ انضمام بلجيكا |
| ----------- | ----------------------------------------- | ------------------- | ------------------- |
|             | الوكالة الدولية للطاقة                    | ?                   | ?                   |
|             | منظمة التجارة العالمية                    | ?                   | ?                   |
|             | الأمم المتحدة                             | 14 ديسمبر 1955      | 27 ديسمبر 1945      |
|             | الاتحاد الدولي للاتصالات                  | 1866                | 1866                |
|             | منظمة التعاون الاقتصادي والتنمية          | ?                   | ?                   |
|             | مجلس أوروبا                               | ?                   | ?                   |
|             | اتحاد المدفوعات الأوروبي ‏                 | ?                   | ?                   |
|             | المرصد الأوروبي الجنوبي                   | 2008                | 1962                |
|             | المنظمة الأوروبية لسلامة الملاحة الجوية   | 1993                | 1960                |
|             | الاتحاد الأوروبي                          | 1995                | 25 مارس 1957        |
|             | الاتحاد البريدي العالمي                   | ?                   | ?                   |
|             | يونسكو                                    | 13 أغسطس 1948       | 29 نوفمبر 1946      |
|             | مؤسسة التنمية الدولية                     | 28 يونيو 1961       | 2 يوليو 1964        |
|             | منظمة حظر الأسلحة الكيميائية              | ?                   | ?                   |
|             | نظام تحكم تكنولوجيا القذائف               | 1991                | 1990                |
|             | وكالة ضمان الاستثمار متعدد الأطراف        | 16 ديسمبر 1997      | 18 سبتمبر 1992      |
|             | منظمة الشرطة الجنائية الدولية             | ?                   | ?                   |
|             | مؤسسة التمويل الدولية                     | 28 سبتمبر 1956      | 27 ديسمبر 1956      |
|             | بنك التنمية الآسيوي                       | 1966                | 1966                |
|             | البنك الدولي للإنشاء والتعمير             | 27 أغسطس 1948       | 27 ديسمبر 1945      |
|             | الفريق المعني برصد الأرض                  | ?                   | ?                   |
|             | البنك الإفريقي للتنمية                    | ?                   | ?                   |
|             | مجموعة الموردين النوويين                  | ?                   | ?                   |
|             | مجموعة أستراليا                           | 1989                | 1985                |
|             | مركز تنسيق الحركة في أوروبا ‏              | ?                   | ?                   |
|             | منظمة الأمن والتعاون في أوروبا            | 25 يونيو 1973       | 25 يونيو 1973       |
|             | المركز الدولي لتسوية المنازعات الاستشارية | 24 يونيو 1971       | 26 سبتمبر 1970      |

## أعلام
هذه قائمة لبعض الشخصيات التي تربطها علاقات بالبلدين:
- أميديو أمير بلجيكا، أرشيدوق النمسا وإستي (21 فبراير 1986 – )
- إليونور هابسبورغ (15 نوفمبر 1498 – 18 فبراير 1558)
- إيزابيلا من النمسا (ملكة الدنمارك-النرويج، 18 يوليو 1501 – 19 يناير 1526[25])
- فيليب الأول ملك قشتالة (23 يونيو 1478 – 25 سبتمبر 1506)
- فيليب الثاني ملك إسبانيا (21 مايو 1527[26] – 13 سبتمبر 1598[27][28][29])
- كارلوس الخامس (إمبراطور روماني مقدس وملك إسبانيا ودوق بورغندي، 24 فبراير 1500[30] – 21 سبتمبر 1558[30])
- لورينز أمير بلجيكا، أرشيدوق النمسا وإستي (مدير بلجيكي، 16 ديسمبر 1955 – )
- مارغريت دوقة سافوي (10 يناير 1480[31][32][33] – 1 ديسمبر 1530[31][32][34])
- ماري من المجر (15 سبتمبر 1505[35][36] – 18 أكتوبر 1558[37][35][36])
- يانينا ويكماير (لاعبة كرة مضرب بلجيكية، 20 أكتوبر 1989 – )
- يواكيم أمير بلجيكا، أرشيدوق النمسا وإستي (9 ديسمبر 1991 – )

## وصلات خارجية
- موقع وزارة الخارجية النمساوية
- موقع وزارة الخارجية البلجيكية